# Michael II. Assen

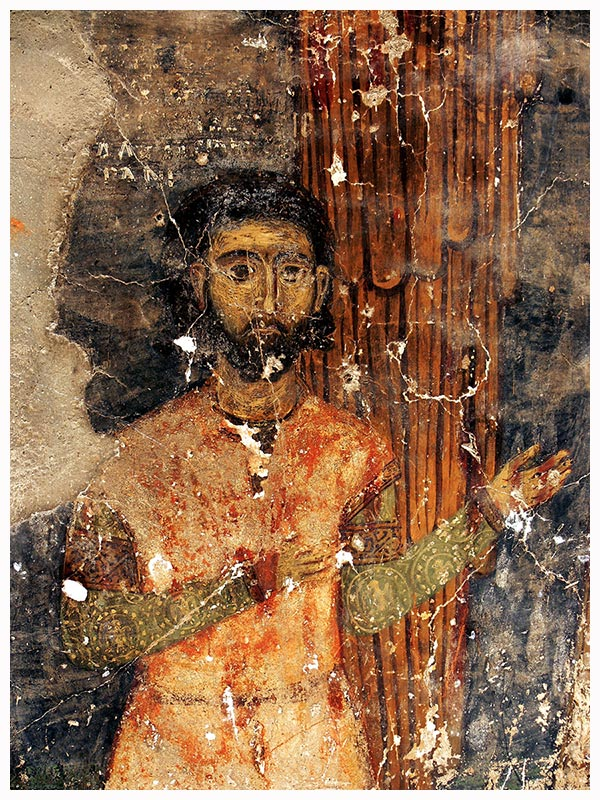
Michael II. Assen, Fresko in der Agii Taxiarhes Mitropiliteos-Kirche in Kastoria

Michael II. Assen (bulgarisch Михаил II Асен, wissenschaftliche Transliteration Michail Asen; * um 1238 in Tarnowo; † 1256 bei Tarnowo) war zwischen 1246 und 1256 bulgarischer Zar aus der Dynastie Assen. Er war Sohn des Zaren Iwan Assen II. aus seiner dritten Ehe mit Irene Komnene, Tochter des Kaisers Theodoros I. Angelos Komnenos Dukas.

## Leben
Michael II. kam auf den Thron, nachdem eine Boljarengruppe um seine Mutter Irene Komnene den minderjährigen Zaren Kaliman I. Assen stürzte und ermorden ließ. Die ersten Jahre seiner Herrschaft, von 1246 bis 1252, stand Michael II. Assen unter einer Regentschaft, die von seiner Mutter Irene geführt und von weiteren Boljarenfamilien unterstützt wurde. Dies verstärkte den byzantinischen Einfluss am bulgarischen Hof, was nicht alle Boljaren gut hießen.
Nach einer Kriegserklärung 1248 seitens des Kaisers von Nikaia, Johannes III. Dukas Batatzes, der im Vater von Irene Komnene Theodoros I. Angelos Komnenos einen Prätendenten für den byzantinischen Thron sah, verlor Bulgarien eine Reihe wichtiger Festungen, unter anderem die von Serres, Velbuschd, Melnik, Skopje, Prilep und Zepina (heute Dorkowo). Die Regentschaft reagierte wegen innerer Streitigkeiten recht spät und konnte einen Frieden nur aushandeln, indem das bulgarische Reich einen großen Teil seines Territoriums verlor. Diese Schwäche nutzten auch die Magyaren, die die Region um Belgrad und Branicevo eroberten. Dies führte zu der Absetzung der unpopulären Irene aus der Regentschaft. Sie trat danach in ein Kloster ein.
Nach dem Tode von Kaiser Johannes III. Dukas Vatatzes im Jahre 1254 marschierte Michael II. Assen mit seinem Heer in Thrakien ein und nahm nach der Schlacht von Adrianopel im Jahr 1254 die Festungen Stanimaka, Kritschim, Zepina, Peruschtsiza sowie die östlichen Rhodopen ein. 1255 führte der neue nikäische Kaiser Theodor II. Laskaris sein Heer von Kleinasien über den Bosporus nach Thrakien. In der folgenden Schlacht wurde Michael II. Assen geschlagen. Seine Hoffnungen, den einflussreichen Boljaren Rostislaw, der auch sein Schwiegervater war, auf seine Seite zu ziehen, blieben erfolglos. Rostislaw konnte einen eigenen Vertrag mit den Byzantinern aushandeln, was den bulgarischen Zaren in eine schwierige Lage brachte. In dem folgenden Frieden, der von Theodor II. diktiert wurde, verlor Bulgarien nicht nur die 1254 wiedergewonnenen Ländereien, sondern ganz Thrakien mit Ausnahme der Küstenstädte. 1256 kam Michael II. Assen während einer Jagd bei Weliko Tarnowo bei einer Boljarenverschwörung ums Leben.

## Familie
Michael II. Assen heiratete 1255 Elisaweta, einer Tochter des mächtigen Boljaren Rostislaw. Es ist nicht bekannt, ob sie Kinder hatten.